# Ex-Girlfriend
«Ex-Girlfriend» es una canción ska-punk y rock, escrita por Gwen Stefani, Tony Kanal y Tom Dumont para el cuarto álbum de la banda No Doubt, titulado Return of Saturn. Fue lanzado como sencillo principal del álbum en el 2000. Llegó al puesto número 6 en Islandia, y al 9° de las listas en España y Australia, donde en este último obtuvo además la certificación de sencillo de oro.

## Antecedentes y escritura
La cantante Gwen Stefani compuso originalmente la canción como un canto fúnebre sobre su relación con Gavin Rossdale, el cantante principal de la banda de rock británica Bush, con quien se casó en 2002. Después de escucharla, la banda aumentó el 'tempo' porque el álbum ya incluía varias baladas. La línea "dices que te quemarás antes de suavizarte" es una referencia a la letra de la canción de Bush "Dead Meat": "Te haré mañana/me quemaré antes de suavizarme".
Increíblemente, el tema premonitoriamente vaticinó lo que luego pasaría en la relación con Rossdale: En el año 2015, tras diez años de matrimonio y tres hijos en común, la pareja se divorció. El motivo según fuentes es por infidelidad de Rossdale con la niñera de la pareja, quedando Stefani devastada emocionalmente. Parte del tema dice: "De alguna manera siempre he sabido que terminaría siendo una de tus ex, y sabes que me pone mala estar en esa lista, pero debería haberlo pensado antes de besarte", comenta la letra. La cual es coincidente con lo que comenta en una entrevista Stefani sobre que notó "banderas rojas" sobre Rossdale y a pesar de eso, tuvimos nuestro primer beso esa noche.
"Ex-Girlfriend" es una canción compuesta en clave de mi menor. Está escrito en tiempo común y se mueve a un ritmo rápido de 168 latidos por minuto. El rango vocal de Stefani en la canción cubre casi una octava y media, desde G3 hasta C5. La canción presenta a Stefani rapeando muchas de las letras en lugar de cantar, y los instrumentos tienen influencia del flamenco (como lo demuestran sus riffs de guitarra), de new wave y el hip hop.

## Recepción comercial
"Ex-Girlfriend" tuvo un éxito moderado, a nivel nacional no logró ingresar a la lista Billboard Hot 100 de EE. UU., pero alcanzó el número 11 en Bubbling Under Hot 100. Se las arregló para encontrar popularidad en las estaciones de rock alternativo de EE. UU., lo que le permitió alcanzar el puesto número dos en la lista Modern Rock Tracks, convirtiéndose en el sencillo de No Doubt con las listas más altas en esa lista junto con su exitoso sencillo, "Don't Speak".
En el extranjero, el sencillo experimentó más éxito, alcanzando el número seis en Islandia y el número nueve en Australia y España, así como el top 20 en Finlandia, Países Bajos, Nueva Zelanda, Suecia y Suiza. En Australia, la canción obtuvo la certificación Oro y llegó al puesto 80 en la lista de fin de año del país para 2000. En el Reino Unido, la canción se convirtió en el quinto éxito entre los 40 primeros de No Doubt, debutando y alcanzando el puesto 23 en la lista de sencillos del Reino Unido y pasando tres semanas entre los 100 primeros. En Irlanda, la canción alcanzó el puesto 40 y pasó dos semanas entre los 50 primeros.

## Video musical
El vídeo musical de la canción fue dirigido por Hype Williams, se basó parcialmente en el controvertido anime Kite. Se filmó en Los Ángeles del 24 al 26 de enero de 2000. En el videoclip, Gwen Stefani interpretando a una exnovia dolida y despechada, decide vengarse de su sórdido ex, por lo que se viste para entrar a un baño de hombres y, al ser descubierta, agrede a Tony Kanal (que interpreta a su exnovio) y a varios hombres más. Cuando Kanal recupera el conocimiento, agarra a Stefani y salta por la ventana, y los dos caen al suelo. La historia está cortada con escenas de la banda tocando en un escenario. El guitarrista de No Doubt, Tom Dumont, inicialmente interpretó el papel de un oficial de policía, pero fue eliminado de la versión final del video "Ex-Girlfriend".
Este videoclip es protagonista en un episodio del programa de Making the Video de MTV. En dicho canal musical se posicionó además en el puesto n.º 42 de los "100 + pedidos del 2000" en un especial transmitido por MTV Latinoamérica Norte conformado de los cien videos más votados a través del año. Fue además ganador de una premiación en la edición de VH1/Vogue Fashion Awards del año 2000 por el "vídeo más estilizado".

## Lista de temas
| - UK CD1 1. "Ex-Girlfriend" (versión álbum) – 3:32 2. "Leftovers" – 4:31 3. "Ex-Girlfriend" (CD-Rom video) - UK CD2 1. "Ex-Girlfriend" (versión álbum) – 3:32 2. "Big Distraction" – 3:52 3. "Full Circle" – 3:16 | - UK cassette single A. "Ex-Girlfriend" – 3:32 B. "Leftovers" – 4:31 - International CD single 1. "Ex-Girlfriend" (versión álbum) – 3:32 2. "Leftovers" – 4:31 3. "Full Circle" – 3:16 4. "Ex-Girlfriend" (video) |

## Créditos y personal
Los créditos se obtienen de las notas del sencillo del CD del Reino Unido y del folleto del álbum Return of Saturn.
Estudios
- Grabado en varios estudios de Los Ángeles.
- Mezclado en Ocean Way Recording (Hollywood, California, EE. UU.)
- Masterizado en Gateway Mastering (Portland, Maine, EE. UU.)

| No Doubt - Gwen Stefani – escritura, voz. - Tony Kanal – escritura, bajo. - Tom Dumont – escritura, guitarras. - Adrian Young – batería, percusión. Otros músicos - Gabrial McNair – sintetizador, piano, todos los instrumentos de teclado, trombón, arreglos de trompeta. - Stephen Bradley – B trompeta, E trompeta. | Otro personal - Glen Ballard – producción. - Karl Derfler – grabación. - Scott Campbell, Bryan Carrigan – grabación adicional. - Jack Joseph Puig – mezcla. - Bob Ludwig – masterización. - Sean Beavan – manipulación sonora. - David LaChapelle – fotografía. - Robert Fisher, Flying Fish Studio – diseño. |

## Posicionamiento en listas
| País (Lista 2000)                               | Mejor posición |
| ----------------------------------------------- | -------------- |
| Alemania (Listas de GfK Entertainment)          | 34             |
| Australia (ARIA)                                | 9              |
| Bélgica (Flandes) (Ultratop 50 Singles)         | 15             |
| Escocia (OCC)                                   | 26             |
| España (Promusicae)                             | 9              |
| Estados Unidos (Bubbling Under Hot 100 Singles) | 11             |
| Estados Unidos (Alternative Airplay)            | 2              |
| Finlandia (Suomen virallinen lista)             | 15             |
| Islandia (Íslenski listinn)                     | 6              |
| Italia (FIMI)                                   | 21             |
| Nueva Zelanda (Recorded Music NZ)               | 11             |
| Países Bajos (Single Top 100)                   | 35             |
| Países Bajos (Nederlandse Top 40)               | 15             |
| Reino Unido (UK Singles Chart)                  | 23             |
| Suecia (Sverigetopplistan)                      | 18             |
| Suiza (Schweizer Hitparade)                     | 19             |

| País (Lista 2000)           | Posición |
| --------------------------- | -------- |
| Australia (ARIA)            | 80       |
| Islandia (Íslenski listinn) | 43       |

## Certificaciones
| País      | Organismo certificador | Certificación | Unidades certificadas / Ventas |
| --------- | ---------------------- | ------------- | ------------------------------ |
| Australia | ARIA                   | Oro           | 35 000                         |